# Ciclo Kleemenko
O Ciclo Kleemenko ou fluxo de ciclo de cascada é uma técnica usada para a refrigeração ou liquificação dos gases a partir de um único fluxo de mistura de refrigerantes. O termo Ciclo Kleemenko é usado na refrigeração se multi-componentes são usados no ciclo..
O cientista russo A.P. Kleemenko descreve o ciclo de um único fluxo de cascata nos Procedimentos da XIII Conferência Internacional da Refrigeração em Copenhagen, Dinamarca, em 1959. Ele estava publicado em "progresso da ciência e tecnologia da refrigeração", Volume I Pergamon Press in 1960 pps. 34--39.